# Sabbatical
Een sabbatical of sabbat(s)jaar is een periode (minimaal een aantal maanden) waarin mensen vrij nemen (of betaald vrij krijgen) en hun gewone beroepsbezigheden onderbreken. 

## Voorbeelden
- Soms kan het gewoon gaan om een opgespaarde vakantie om iets te doen waar men al jaren van droomt, bv. een berg beklimmen, een boek schrijven of een wereldreis maken.
- In onderwijskringen is het doorgaans een schooljaar. Leerkrachten of professoren gebruiken dit meestal om een stage te volgen of een (buitenlandse) bijscholing te volgen.
- In het bedrijfsleven is het gewenst om managers na een aantal werkjaren een sabbatical op te laten nemen. Het voordeel hiervan zou zijn dat de verkregen nieuwe inzichten bijdragen aan een betere bedrijfsvoering. Dit is vergelijkbaar met ervaring opdoen bij een ander bedrijf, het jobhoppen.
- In de kunstwereld besluiten artiesten vaak om een tijdje te stoppen met optredens of producties om zich te herbronnen en nieuwe inspiratie op te doen, zoals Boudewijn de Groot
- Ook in de politiek trekt men zich soms een tijdje terug om wat "afstand te nemen" van de dossiers. Zo ging Frank Vandenbroucke zich een jaar bijscholen in Engeland. Inge Vervotte deed enkele jaren later hetzelfde.
- Artsen en advocaten nemen soms sabbaticals om ethische redenen; ze wisselen tijdelijk hun goedbetaalde baan in om minderbedeelden te helpen. Een arts gaat bijvoorbeeld een jaar naar een ontwikkelingsland om te helpen met een vaccinatie- of volksgezondheidsprogramma, een advocaat gaat tijdelijk in een rechtswinkel werken.

Een reden voor de populariteit van de sabbatical is het effect op de arbeidsmarkt. Door het opnemen van een sabbatjaar komt er een stoel vrij, die eventueel ingenomen kan worden door iemand met een (werkloosheids-)uitkering, zodat deze vervalt.
Hoewel een sabbatjaar als een "unieke kans" wordt voorgesteld, blijken er ook nadelen aan vast te zitten, zoals bleek uit een onderzoek van de VDAB eind 2011.

## Nederland
In Nederland is hiervoor in 2006 de levensloopregeling geïntroduceerd. In 2012 is deze regeling echter weer afgeschaft.
Voorheen bestonden er landelijk diverse sabbatical-afspraken die via de collectieve arbeidsovereenkomst geregeld werden. Vaak werd de afhandeling via het Uitvoeringsinstituut Werknemersverzekeringen gedaan.

## Vlaanderen
In de Vlaamse overheidsdienst (dus ook in onderwijs) kan men een sabbatjaar nemen door gebruik te maken van een stelsel van loopbaanonderbreking, of (onbetaald) verlof om persoonlijke aangelegenheden.

## Benaming
De gewoonte is ontstaan in de Verenigde Staten onder academici, vandaar de Engelse term. De benaming sabbatical (year) verwijst naar het Bijbelse sabbatjaar.
In Nederland is die term sabbatical vrij algemeen, in Vlaanderen geeft men meestal de voorkeur aan sabbatjaar. Minder gebruikelijk is tussenpensioen.